# Chapeaux pointus
En mathématiques, les chapeaux pointus sont une dénomination regroupant les familles de fonctions continues, affines par morceaux, définies sur un segment permettant de donner des exemples de convergence simple non uniforme.
Une famille de telles fonctions sur {\displaystyle [0:1]} est donnée par exemple par :
{\displaystyle f_{n}:x\mapsto nx\mathrm {X} _{[0,{\frac {1}{2n}}]}+(1-nx)\mathrm {X} _{]{\frac {1}{2n}},{\frac {1}{n}}]}}
ou
{\displaystyle g_{n}:x\mapsto n^{2}x\mathrm {X} _{[0,{\frac {1}{2n}}]}+n(1-nx)\mathrm {X} _{]{\frac {1}{2n}},{\frac {1}{n}}]}}
Ces dernières forment également un contre-exemple classique au théorème de convergence dominée de Henri Lebesgue lorsqu'on oublie l'hypothèse de domination sur l'intervalle d'intégration, ici le segment [0,1].

## Démonstration
Un calcul d'aire montre que l'intégrale sur {\displaystyle [0;1]} de la fonction {\displaystyle g_{n}} vaut {\displaystyle {\frac {1}{4}}}.
La limite simple de ces fonctions est la fonction nulle. On en déduit que l'hypothèse de domination n'est pas satisfaite.